# Mellowosity
Mellowosity, è il titolo dell'album discografico di esordio del gruppo scozzese Peatbog Faeries, pubblicato nel 1996.

## Tracce
1. Lexy MacAskill
2. Eiggman
3. The Manali Beetle [F.F.F.f]
4. Macedonian Woman's Rant
5. Angus MacKinnon
6. Leaving the Road
7. Weary We've Been / Dancing Feet
8. Maids of Mount Cisco
9. Mellowosity